# Pont du Morbihan
Le pont du Morbihan est un pont en arc enjambant la Vilaine entre les communes françaises Nivillac et Marzan proches de La Roche-Bernard (département du Morbihan). Sa longueur totale est de 376 mètres dont 201 mètres de portée pour l'arc.

## Construction
Le pont fut construit entre 1993 et 1995 dans le cadre de la déviation de la RN165 (Nantes - Brest). Cette déviation permet de désengorger La Roche-Bernard devenue célèbre pour ses embouteillages estivaux pouvant atteindre 20 km. Ce point noir était dû au rétrécissement de la RN165 à 2 voies au lieu de 4 à cet endroit.
L'ancien pont de La Roche-Bernard de type suspendu inauguré en 1960 n'avait en effet que 2 voies de circulation, il était devenu urgent de le remplacer devant la croissance du trafic automobile (env. 40 000 véhicules par jour en été à l'époque). La déviation était également motivée pour des raisons de sécurité de la cité traversée par ce flux de véhicules. Le nouveau pont situé à quelques centaines de mètres en amont aura donc 4 voies de circulation. 
Sa construction peut se découper en quelques grandes étapes allant de mars 1993 à mai 1995 :
- réalisation des massifs d'appui pour l'arc ;
- mise en place de mâts et haubans pour soutenir la pose des voussoirs de l'arc ;
- pose de vérins de soutien ; dépose de ces mâts et haubans une fois l'arc consolidé ;
- mise en place du tablier en 3 phases ;
- finalisation : pose des équipements de sécurité, bande de roulement.

Le coût de l'ouvrage était de l'ordre de 105 millions de francs pour un coût total des travaux de 315 millions en incluant la réalisation de la déviation de 14 km de la RN165.

## Structure

### L'arc
L'arc est constitué de 55 voussoirs : 2 fois 27 éléments de 3,90 m, chacun d'environ 100 tonnes, et une clé de voûte de 80 cm. Chaque voussoir fait 8,25 m de large, leur hauteur variant entre 3,50 m au pied à 2,90 m à la clé. 
L'arc comporte 2 escaliers de 262 marches pour permettre aux piétons de franchir la Vilaine sous le tablier qui est réservé exclusivement à la circulation de véhicules.
Le sommet de l'arc est à un peu plus de 27 m au-dessus de la Vilaine.

### Le tablier
Le tablier d'une largeur de 20,30 m et à ossature mixte acier-béton accueille quatre voies réservées aux véhicules, 2 voies dans chaque sens séparées par un muret en béton.
Le tablier repose sur des pilettes espacées de 32 à 36 m.

## Autour du pont

### Nom du pont
Un appel à idées fut lancé pour baptiser ce nouveau pont. Avec des propositions comme L'Enjambée, la décision fut prise pour le conventionnel Pont du Morbihan somme toute moins poétique mais évoquant effectivement l'entrée dans le département et son importance.

### Ouverture
Après quelques animations le premier week-end de juin 1996 tels que feu d'artifice, son et lumière ou encore randonnées sportives pour célébrer la fin des travaux, la mise en circulation effective de la déviation eut lieu.
Le 18 juin exactement, quelques officiels dont le préfet du Morbihan ont emprunté le pont en cortège d'une vingtaine de véhicules. Puis passés les discours, l'ouverture effective s'est d'abord faite dans le sens Nantes - Brest peu après 15 h, le premier véhicule à franchir le pont étant immatriculé dans le Finistère pour l'anecdote.
L'aire de service de Marzan allait être mise en place dans les mois qui suivaient.

## Galerie de photos

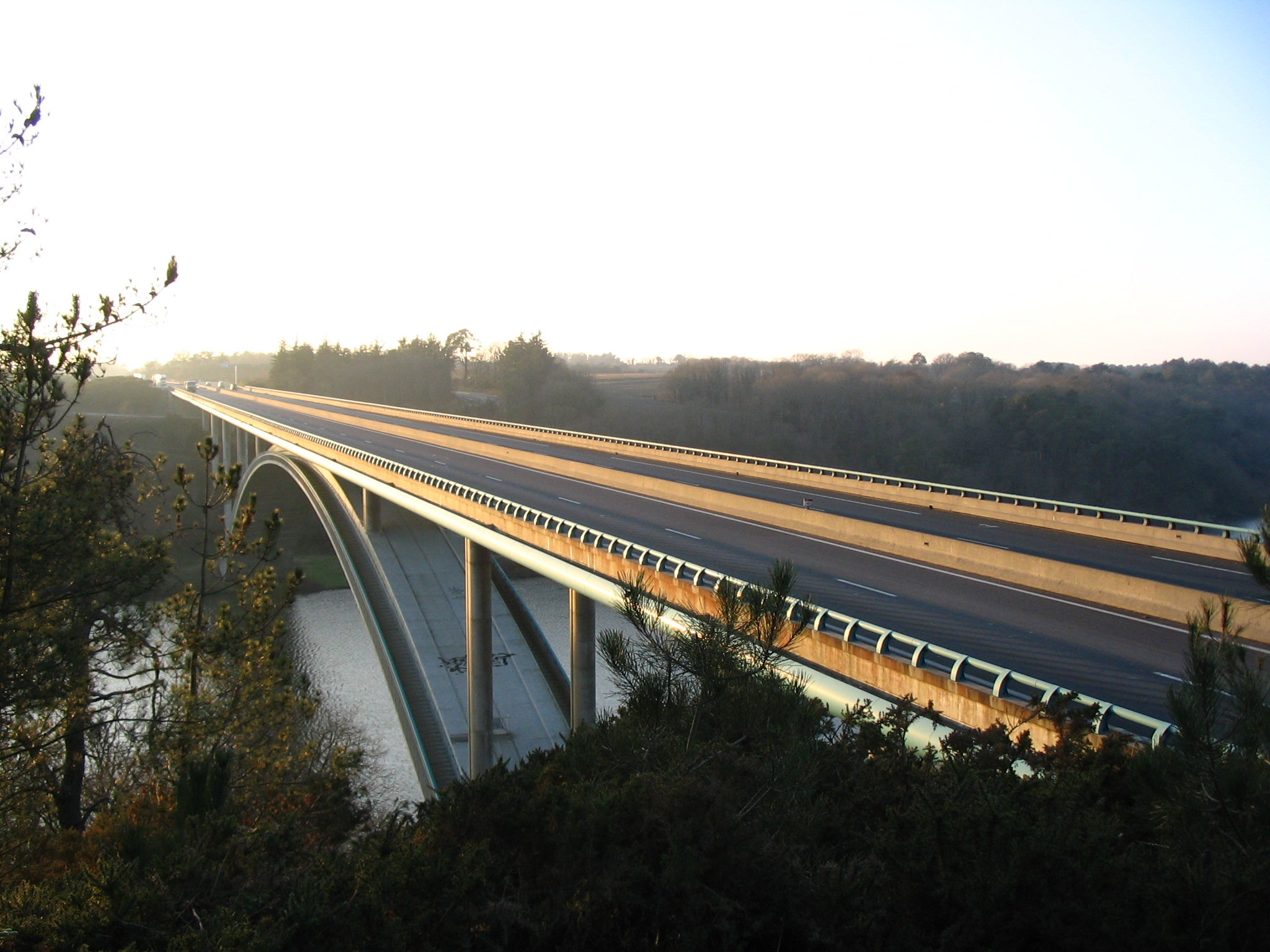
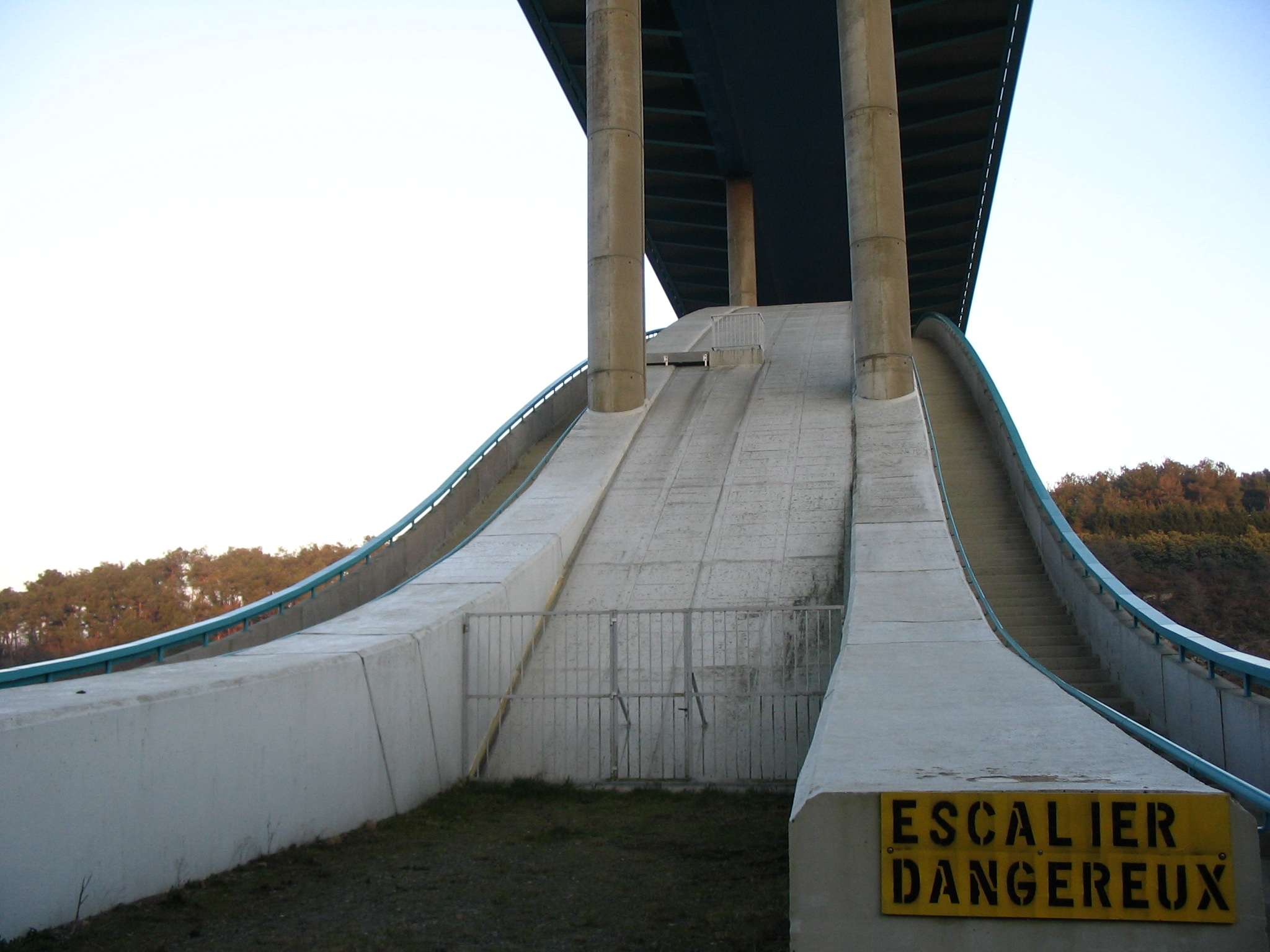